# When Disaster Strikes...
When Disaster Strikes – drugi album Busty Rhymesa, wydany 16 września 1997 roku. Album ma ten sam motyw co The Coming, czyli apokalipsa. Album jest sukcesem z singlami promującymi płytę: "Put Your Hands Where My Eyes Could See" i "Dangerous".

## Lista utworów
1. "Intro"
2. "The Whole World Lookin' at Me" (Produkcja DJ Scratch)
3. "Survival Hungry" (Produkcja Busta Rhymes)
4. "When Disaster Strikes" (Produkcja DJ Scratch)
5. "So Hardcore" (Produkcja The Ummah)
6. "Get High Tonight" (Produkcja DJ Scratch)
7. "Turn It Up" (Produkcja Busta Rhymes)
8. "Put Your Hands Where My Eyes Could See" (Produkcja Shamello & Buddah)
9. "There's Not a Problem My Squad Can't Fix" (featuring Jamal) (Produkcja Busta Rhymes)
10. "We Could Take It Outside" (featuring The Flipmode Squad: Rampage, Serious, Spliff Star, Lord Have Mercy, Rah Digga & Baby Sham) (Produkcja DJ Scratch)
11. "Rhymes Galore" (Produkcja Rashad Smith)
12. "Things We Be Doin' For Money, Pt. 1" (Produkcja Easy Mo Bee)
13. "Things We Be Doin' For Money, Pt. 2" (featuring Rampage, Anthony Hamilton & The Chosen Generation (Produkcja 8 Off)
14. "One" (featuring Erykah Badu) (Produkcja Rockwilder)
15. "Dangerous" (Produkcja Rashad Smith)
16. "The Body Rock" (featuring Rampage, Sean "Puffy" Combs & Mase (Produkcja Sean "Puffy" Combs dla The Hitmen)
17. "Get Off My Block" (featuring Lord Have Mercy) (Produkcja DJ Scratch)
18. "Outro (Preparation For the Final World Front)"

## Nowa wersja listy utworów
1. "Intro"
2. "The Whole World Lookin' at Me" (Produkcja DJ Scratch)
3. "Turn It Up (Remix)/Fire It Up" (Produkcja Busta Rhymes)
4. "When Disaster Strikes" (Produkcja DJ Scratch)
5. "So Hardcore" (Produkcja The Ummah)
6. "Get High Tonight" (Produkcja DJ Scratch)
7. "Turn It Up" (Produkcja Busta Rhymes)
8. "Put Your Hands Where My Eyes Could See" (Produkcja Shamello & Buddah)
9. "It's All Good" (Produkcja Latief)
10. "There's Not a Problem My Squad Can't Fix" (featuring Jamal) (Produkcja Busta Rhymes)
11. "We Could Take It Outside" (featuring The Flipmode Squad: Rampage, Serious, Spliff Star, Lord Have Mercy, Rah Digga & Baby Sham) (Produkcja DJ Scratch)
12. "Rhymes Galore" (Produkcja Rashad Smith)
13. "Things We Be Doin' For Money, Pt. 1" (Produkcja Easy Mo Bee)
14. "Things We Be Doin' For Money, Pt. 2" (featuring Rampage, Anthony Hamilton & The Chosen Generation) (Produkcja 8 Off)
15. "One" (featuring Erykah Badu) (Produkcja Rockwilder)
16. "Dangerous" (Produkcja Rashad Smith)
17. "The Body Rock" (featuring Rampage, Sean "Puffy" Combs & Mase) (Produkcja Sean "Puffy" Combs dla The Hitmen)
18. "Get Off My Block" (featuring Lord Have Mercy) (Produkcja DJ Scratch)
19. "Outro (Preparation For the Final World Front)"

## Listy Przebojów
Album – Billboard (U.S.)
| Rok  | Lista Przebojów        | Pozycja |
| ---- | ---------------------- | ------- |
| 1997 | The Billboard 200      | 3       |
| 1997 | Top R&B/Hip-Hop Albums | 1       |